# Ike Diogu
Ikechukwu Somtochukwu «Ike» Diogu (Buffalo, Nueva York, 11 de septiembre de 1983) es un jugador de baloncesto estadounidense, con nacionalidad nigeriana, que juega en los Halcones Rojos Veracruz de la LNBP. Con 2,06 metros de añtura, juega en la posición de ala-pívot.

## Carrera

### Universidad
Procedente del Instituto Garland en Texas, Diogu asistió a la Universidad de Arizona y jugó para los Sun Devils, donde fue nombrado Jugador del Año de la Pacific Ten Conference en su temporada júnior y en el segundo equipo del All-America, convirtiéndose en el primer jugador de Arizona en obtener tal distinción. También fue incluido en el mejor quinteto de la Pac-10 en sus tres temporadas universitarias. En 91 partidos con los Wildcats, Diogu promedió 21.4 puntos, 8.8 rebotes, 1.2 asistencias y 1.68 tapones en 35.1 minutos de juego. Lideró la conferencia en anotación en su año sophomore (22.8) y júnior (22.6), siendo con ello el primer jugador de la PAC-10 en liderar la conferencia en anotación en años consecutivos desde Stan Love de Oregon en la campaña 1969-70.

### NBA
Tras su impecable carrera universitaria, Diogu fue seleccionado por Golden State Warriors en la 9ª posición del Draft de 2005, jugando 69 partidos en su primera temporada en la NBA, 14 de ellos de titular. Sus promedios fueron de 7.0 puntos y 3.3 rebotes en 14.9 minutos de juego. El 23 de diciembre de 2005, Diogu realizó su mejor partido en la liga hasta la fecha, anotando 27 puntos y 13/15 en tiros de campo ante Detroit Pistons. 
El 17 de enero de 2007, fue traspasado a Indiana Pacers con Mike Dunleavy, Jr., Troy Murphy y Keith McLeod por Stephen Jackson, Al Harrington, Šarūnas Jasikevičius y Josh Powell. Tras el traspaso, Larry Bird dijo que Diogu era "el tesoro" del intercambio. En los Pacers finalizó la temporada jugando 42 partidos y promediando 5.8 puntos y 3.3 rebotes por noche.
El 26 de junio de 2008 fue traspasado a Portland Trail Blazers junto con Jerryd Bayless por Jarrett Jack y Brandon Rush. 
El 18 de febrero de 2009 fue enviado a Sacramento Kings a cambio de Michael Ruffin en un traspaso a tres bandas.
El 29 de julio de 2009 fichó como agente libre por New Orleans Hornets.
EL 3 de enero de 2012 fue contratado por los San Antonio Spurs pero tras 2 encuentros fue cortado.

### Asia, Puerto Rico y México
Firmó con los Xinjiang Flying Tigers para terminar los Playoffs de la liga china de 2012.
Tras eso pasó brevemente por los Capitanes de Arecibo de la  Baloncesto Superior Nacional de Puerto Rico, probó suerte con los Phoenix Suns, pero fue cortado.
En otoño de 2012 con los Guangdong Southern Tigers también de CBA, pero recaló al final de la temporada en los Leones de Ponce de Puerto Rico.
Tras probar de nuevo con los New York Knicks, el 12 de diciembre de 2013, firmó con los Bakersfield Jam de la G League.
El 29 de abril de 2014, Diogu volvió a firmar por los Leones de Ponce de Baloncesto Superior Nacional y ayudó al equipo a ganar el campeonato nacional.
El 5 de julio de 2014, Diogu firma con los Dongguan Leopards de la liga china.
En octubre de 2015, firma de nuevo con los Guangdong Southern Tigers.
Al año siguiente, en noviembre de 2016, firma con los Jiangsu Monkey King.
En enero de 2018, Diogu firma con los Sichuan Blue Whales también de la CBA.
En agosto de 2019, se une a los Shimane Susanoo Magic de la B.League japonesa.
En febrero de 2021, firma por el Chemidor Tehran BC de la Superliga de baloncesto de Irán.
El 1 de septiembre de 2021, es presentado como nuevo jugador de los Astros de Jalisco de la LNBP.
El 16 de enero de 2022 se une al Zamalek de la Egyptian Basketball Super League.
Tras pasar por los Piratas de La Guaira, el 12 de julio de 2024 los Halcones Rojos Veracruz de la LNBP anuncian su llegada al "Nido Porteño" para la campaña 2024.

## Selección nacional
Con la selección nigeriana ha sido campeón del AfroBasket 2015 y medalla de plata en la edición de 2017 donde fue nombrado MVP del torneo. 
También ha participado en dos Olimpiadas, en las de 2012 en Londres y 2016 en Río, además del Mundial de 2019, donde se clasificaron para los Juegos Olímpicos 2020 como mejor equipo africano.

## Estadísticas de su carrera en la NBA

### Temporada regular
| Año     | Equipo        | PJ  | PT | MPP  | %TC  | %3P  | %TL   | RPP | APP | ROB | TPP | PPP |
| ------- | ------------- | --- | -- | ---- | ---- | ---- | ----- | --- | --- | --- | --- | --- |
| 2005–06 | Golden State  | 69  | 14 | 14.9 | .524 | .000 | .810  | 3.3 | .4  | .2  | .4  | 7.0 |
| 2006–07 | Golden State  | 17  | 0  | 13.1 | .530 | .000 | .795  | 3.7 | .3  | .2  | .6  | 7.2 |
| 2006–07 | Indiana       | 42  | 2  | 12.8 | .454 | .000 | .802  | 3.3 | .5  | .1  | .4  | 5.8 |
| 2007–08 | Indiana       | 30  | 1  | 10.2 | .478 | .000 | .851  | 2.8 | .3  | .2  | .1  | 5.6 |
| 2008–09 | Portland      | 19  | 0  | 3.8  | .316 | .000 | .750  | .9  | .0  | .1  | .1  | 1.4 |
| 2008–09 | Sacramento    | 10  | 1  | 14.2 | .600 | .500 | .758  | 3.9 | .3  | .2  | .1  | 9.2 |
| 2010–11 | L.A. Clippers | 36  | 0  | 13.1 | .561 | .000 | .661  | 3.2 | .1  | .1  | .1  | 5.8 |
| 2011–12 | San Antonio   | 2   | 0  | 7.0  | .000 | .000 | 1.000 | .5  | .0  | .0  | .0  | 1.0 |
| Total   | Total         | 225 | 18 | 12.4 | .509 | .500 | .786  | 3.1 | .3  | .2  | .3  | 6.0 |

## Vida personal
Su nombre se pronuncia /dee-AH-goo/. 
Su padre, Dr. Edward Diogu, y su madre, Jane, son nigerianos y ambos son profesores. Sus hermanos Eric y Eddie han sido jugadores de fútbol americano. Su hermana se llama Love.